# Hang the VJ
Hang the VJ är ett DVD-album med blandade artister, utgivet på Burning Heart Records 2001. Filmen innehåller musikvideor av olika artister som var kontrakterade till skivbolaget. Urvalet gjordes av Peter Ahlqvist. Filmen var regionsfri.

## Låtlista
1. 59 Times the Pain - "Turn at 25th"
2. 59 Times the Pain - "Can't Change Me"
3. 59 Times the Pain - "More Out of Today"
4. Bodyjar - "You've Taken Everything"
5. Bodyjar - "Glossy Books"
6. Bodyjar - "Time to Grow Up"
7. Bombshell Rocks - "The Will the Message"
8. Breach - "Diablo"
9. Breach - "Replenish the Empty"
10. Breach - "Curfew"
11. Breach - "Almighty Generation"
12. The Business - "Hell 2 Pay"
13. Chickenpox - "Truth of Our Time"
14. Chickenpox - "Anything You Say"
15. Donots - "Today"
16. Donots - "Outshine the World"
17. The Hives - "Hate to Say I Told You So"
18. The Hives - "Main Offender"
19. The Hives - "Die, All Right!"
20. The Hives - "A.K.A. I-D-I-O-T"
21. The (International) Noise Conspiracy - "Smash It Up!"
22. The (International) Noise Conspiracy - "The Reproduction of Death"
23. Liberator - "Everybody Wants It All"
24. Liberator - "Christina"
25. Liberator - "Kick de Bucket"
26. Liberator - "Tell Me Tell Me"
27. Liberator - "Handyman"
28. Looptroop - "Long Arm of the Law"
29. Millencolin - "Penguins & Polarbears"
30. Millencolin - "Fox"
31. Millencolin - "Lozin' Must"
32. Millencolin - "Move Your Car"
33. Millencolin - "The Story of My Life"
34. Millencolin - "Da Strike"
35. Mindjive - "Package Design"
36. Monster - "Ain't Getting Nowhere"
37. Monster - "Don't Answer the Phone"
38. Monster - "You'll Be Sorry"
39. Monster - "Longest Line"
40. Nine - "Time Has Come"
41. No Fun at All - "Second Best"
42. No Fun at All - "Should Have Known"
43. No Fun at All - "Master Celebrator"
44. No Fun at All - "In a Rhyme"
45. No Fun at All - "Stranded"
46. No Fun at All - "Beachparty"
47. The Peepshows - "Surrender My Love"
48. Promoe - "Primetime"
49. Raised Fist - "Breaking Me Up"
50. Randy - "Little Toulouse"
51. Randy - "Kiss Me Deadly"
52. Randy - "Education for Unemployment"
53. Refused - "New Noise"
54. Refused - "Rather Be Dead"
55. Refused - "Pump the Brakes"
56. Refused - "Hate Breeds Hate"
57. Samiam - "Mud Hill"
58. Samiam - "She Found You"
59. Samiam - "Stepson"
60. Samiam - "Capsized"
61. Voice of a Generation - "Billy Boy"